# Георги Смилов
Георги Стоянов Смилов е български фабрикант и първият учител по химия в България.

## Биография
Роден е през 1844 г. в Търново. Учи гимназия в Одеса, там се сближава с Георги Раковски и Христо Ботев. Следва химия в Петербургския технологически институт, където слуша лекции на Дмитрий Менделеев през 1866 г. В 1874 г. построява фабрика за вакса и сапуни – тоалетен и за пране. Той е първият български учител със специално образование по химия. Учителства в гимназиите в Сопот, Враца, Габрово и Варна. Умира през 1915 г.
Личният му архив се съхранява във фонд 1314К в Централен държавен архив. Той се състои от 32 архивни единици от периода 1865 – 1980 г.

## Отличия и награди
През 1881 г. е удостоен с орден и грамота „Св. Светослав“ ІІІ степен, за гражданска заслуга.